# فرودگاه وایت‌هود
فرودگاه وایت‌هود (به انگلیسی: Whitewood Airport) یک فرودگاه همگانی است . این فرودگاه در کشور کانادا قرار دارد و در ارتفاع ۶۱۰ متری از سطح دریا واقع شده است.